# Губернское (Челябинская область)
Губернское — село в Аргаяшском районе Челябинской области России. Входит в состав Кузнецкого сельского поселения.
Расположено в северо-западной части района, на берегах озёр Большие Ирдяги и Малые Ирдяги. В 1 км находится озеро Увильды. До районного центра села Аргаяш 24 км, до центра сельского поселения села Кузнецкого 6 км.

## История
Поселение основано в 1785 году, переселенцами из  Саратовской губернии, из деревни Тютняр (Рождественской волости Кузнецкого уезда, ныне Кузнецкого района Пензенской области). По берегам озёр Большие и Малые Ирдяги возникли Кузнецкое, Губернское, Беспалова и Смолино, получившее общее название Тютняры, а официально именовавшиеся селом Рождественским. Поселения относились к Рождественской волости Екатеринбургского уезда Пермской губернии. С 17 марта 1899 года деревня Губернская переименована в село и вместе с деревней Беспаловой образовала самостоятельный приход.
В июле 1919 г. в окрестностях села шли ожесточённые бои между частями 27-й и 35-й стрелковых дивизий Красной армии и частями Уральской группы войск Колчака.
В 1930 г. были организованы колхозы «Революция» и «Ударник».

## Население
| 2002 | 2010 |
| ---- | ---- |
| 843  | ↘751 |

В конце XIX в.— 6860 чел., в 1995 г. — 924 чел.

## Достопримечательности
- Парк воинской славы имени  В. С. Архипова.

## Религия
В селе есть православный храм во имя иконы Тихвинской Божией Матери 1899 года постройки. Кирпичный двухэтажный храм построен в 1879–1892 годах, с 1899 г. был главным в одноименном приходе. В основном объёме — четырёхстолпный однокупольный. Притвором соединен с многоярусной колокольней. Закрыт в конце 1930 годов, в 1990-е возвращён верующим. Действующий. Является памятником истории и архитектуры, под названием Дмитриевский собор.
Также есть православная церковь Георгия Победоносца в бывшей деревне Беспаловой, ставшей частью села.

## Знаменитые сельчане
Дважды герой Советского Союза генерал-полковник В. С. Архипов (1906 — 1985).

## Уличная сеть
Уличная сеть посёлка состоит из 14 улиц, 3 переулков.